# Єреславець
Єреславець (словен. Jereslavec) — поселення в общині Брежиці, Споднєпосавський регіон, Словенія. Висота над рівнем моря: 161,1 м.